# 웨스트포트 (뉴질랜드)

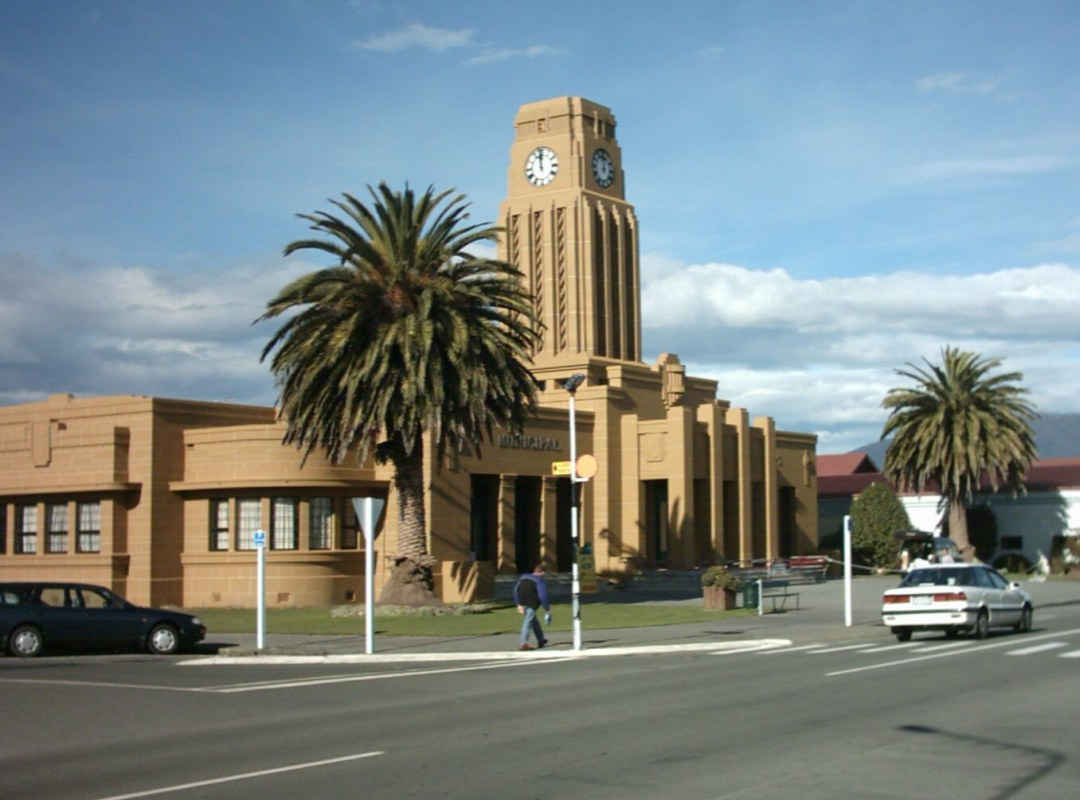
웨스트포트의 공공건물의 영향을 받은 아트 데코.

웨스트포트(Westport)는 뉴질랜드 남섬 웨스트코스트 지방에 있는 타운이다. 남섬의 북쪽 해안, 블러 강 하구에 위치한다. 포울윈드 곶이 가까이에 있다. 비록 이 이름이 마을의 위치에서 영향을 받은 것도 있지만, 아일랜드의 코노토 지방에 있는 웨스트포트에서 이름 붙여진 것으로 생각되고 있다. 2001년 통계에서는 인구 3,783명으로 나타났으며, 2006년을 기준으로 웨스트포트 도시 지역의 인구는 3,900명으로 2001년 조사 때보다는 211명이 증가했다.
오로와이티의 주변 지역을 포함해서, 2006년 인구는 4,512명으로, 블러 구의회는 2007년의 인구를 약 5,000명으로 발표하고 있다.

## 경제
경제 활동은 어업, 광업(석탄), 낙농을 기본으로 하고 있다. 역사적으로 금광이 주요 산업이며 석탄 채굴은 오늘보다 훨씬 대규모로 행해지고 있었다. 숲의 벌채는 1999년 금지될 때까지 행해지고 있었다. 홀심 사가 매일 웨스트포트 항구를 이용하여 시멘트 제품을 출하하고 있다.
이 지역에는 포울윈드 케이프, 대규모 물개가죽 가공지가 있었던 오파라 배이슨 아치와 같은 여러 유명한 관광지가 있다. 그러나 대부분의 관광객이 눈에 띄지 않는 지역을 통과하여, 아벌 타스만 국립공원, 핸머스프링스 또는 웨스트코스트 지방에 갈 경우에는 그레이마우스와 더 남쪽의 폭스 빙하나 프란츠 조셉 빙하 등 다양한 관광지를 방문한다. 웨스트포트는 또한 카라메아 여행의 기반이 되며, 웨스트포트 근처의 북쪽으로 달려가는 유일한 길목이다. 웨스트포트에 있는 코울타운 박물관은 블러 구의 역사를 반영하는 곳이다.

## 문화
이 도시는 세인트 제임스 시어터라는 이름의 영화관 겸 극장이 하나 있다. 424명의 관객을 수용할 수 있다.

## 교통
하구 반대편에 작은 공항이 있고, 뉴질랜드 항공이 웰링턴 사이에 매일 한 편의 여객기를 운항하고 있다. 월 - 금요일은 웨스트 항공도 운항하고 있다. 6번 국도로 그레이마우스까지 남쪽으로 약 100 km. 또한 6번 국도를 통해 불러 협곡 방향으로 이동하면 넬슨이 있다.

## 인구
| 연도  | 인구  | ±% p.a. |
| ----- | ----- | ------- |
| 2006  | 4,509 | —       |
| 2013  | 4,755 | +0.76%  |
| 2018  | 4,389 | −1.59%  |
| 출처: |       |         |

## 기후
| 웨스트포트의 기후        | 웨스트포트의 기후 | 웨스트포트의 기후 | 웨스트포트의 기후 | 웨스트포트의 기후 | 웨스트포트의 기후 | 웨스트포트의 기후 | 웨스트포트의 기후 | 웨스트포트의 기후 | 웨스트포트의 기후 | 웨스트포트의 기후 | 웨스트포트의 기후 | 웨스트포트의 기후 | 웨스트포트의 기후 |
| 월                       | 1월               | 2월               | 3월               | 4월               | 5월               | 6월               | 7월               | 8월               | 9월               | 10월              | 11월              | 12월              | 연간              |
| ------------------------ | ----------------- | ----------------- | ----------------- | ----------------- | ----------------- | ----------------- | ----------------- | ----------------- | ----------------- | ----------------- | ----------------- | ----------------- | ----------------- |
| 일평균 최고 기온 °C (°F) | 20 (68)           | 20.4 (68.7)       | 19.5 (67.1)       | 17.2 (63.0)       | 14.7 (58.5)       | 13 (55)           | 12.6 (54.7)       | 13.2 (55.8)       | 14.3 (57.7)       | 15.3 (59.5)       | 16.9 (62.4)       | 18.6 (65.5)       | 16.3 (61.3)       |
| 일평균 최저 기온 °C (°F) | 12.4 (54.3)       | 12.7 (54.9)       | 12 (54)           | 9.8 (49.6)        | 7.3 (45.1)        | 5.3 (41.5)        | 4.6 (40.3)        | 5.5 (41.9)        | 7 (45)            | 8.3 (46.9)        | 10 (50)           | 11.5 (52.7)       | 8.8 (47.8)        |
| 평균 강수량 mm (인치)    | 189 (7.4)         | 133 (5.2)         | 171 (6.7)         | 192 (7.6)         | 209 (8.2)         | 199 (7.8)         | 187 (7.4)         | 187 (7.4)         | 201 (7.9)         | 198 (7.8)         | 183 (7.2)         | 215 (8.5)         | 2,274 (89.5)      |
| 출처: NIWA Climate Data  |                   |                   |                   |                   |                   |                   |                   |                   |                   |                   |                   |                   |                   |